# Gárdos Miklós (szobrász)
Gárdos Miklós (Budapest, 1904. május 17. – Budapest, Erzsébetváros, 1950. július 28.) szobrász, festő.

## Életútja
Gárdos János és Hirsch Irén fiaként született. 1922-ben lett a budapesti Országos Magyar Királyi Képzőművészeti Főiskola hallgatója, ahol Csók István festőosztályába került Kisfaludi Strobl Zsigmond javaslatára. 1925-től a párizsi Ecole de Beaux-Arts-on tanult, ahol mestere Antoine Injalbert volt. Ekkortájt elnyerte az intézmény nagydíját is. Bizonyos plasztikáit megvalósították Herenden porcelánból is. 1926-ban Firenzében is dolgozott, majd 1927-től a KUT rendes tagja volt, később pedig az UME tagja lett Vaszary János után. 1945 után Cegléden vezette a helyi művészegyesületet. 1935. május 5-én Budapesten feleségül vette a nála öt évvel fiatalabb Fehér Margitot, Fehér Ignác és Mellinger Hermina leányát. 1938. november 30-án áttért a református vallásra. Halálát többszörös csontvelődaganat okozta.